# Хаим Оливер
Хаим Давид Оливер е български писател, публицист, сценарист и журналист. Известен като автор на детско-юношески приключенски и фантастични произведения.

## Биография
Хаим Оливер (Оли) е роден в Кюстендил на 8 януари 1918 г. Учи икономика, музика и журналистика, завършва френски колеж в София през 1936 г. Следващите две години учи едновременно външни отношения във Висш икономически институт във Виена и композиция, пеене, пиано в същия град. От 1938 г. се заема с нелегална забранена дейност на територията на Третия Райх. Продължава участието си в революционното движение и след завръщането си в България. Хаим Оливер два пъти е съден от военен съд. През 1941 г. Оливер е арестуван и затворен, а след това изпратен в трудов лагер, откъдето успява да избяга и да се присъедини към партизански отряд. Участник в последната фаза на Втората световна война.
След войната е кореспондент на различни вестници и в радиото. През 1959 г. завършва журналистическа школа в София.
Умира на 7 август 1986 г.

## Творчество
Автор е на редица нефантастични творби и сценарии за филми (игрални, научнопопулярни и анимационни). Лауреат на комунистически награди. В научната фантастика дебютира с детската повест „Великият поход на династронавтите“ (1966 г.), екранизирана през 1984 г. като „Федерация на династронавтите‎“.

## Сценарии за филми
- Ешелоните на смъртта (1986)
- Фалшификаторът от „Черният кос“ (3-сер. тв, 1983)
- Рицарят на бялата дама (1982)
- Федерация на династронавтите (1979)
- Вълчицата (1965)
- Художникът Златьо Бояджиев (1961)
- Законът на морето (1958)
- Наша земя (1952) (заедно с Анжел Вагенщайн)